# Ptychomitrium indicum
Ptychomitrium indicum là một loài rêu trong họ Ptychomitriaceae. Loài này được (Schrad.) A. Jaeger mô tả khoa học đầu tiên năm 1874.